# メイド喫茶
メイド喫茶（メイドきっさ）、若しくはメイドカフェ（英語: Maid cafe）とは、メイドになりきった店員が、客を「主人」に見立てて給仕などのサービスを行う喫茶空間のことで、主に日本に展開し存在する飲食店の一種である。

## 概要
メイド喫茶の店舗内では、メイド服姿のメイドに扮したウェイトレスが、店舗を邸宅に見立て、家事使用人のように振舞い、客はその主人・家人としての待遇を受ける。メイド喫茶は、特に男性に人気で、おなじみの「萌え萌えキュンキュン」などで、客に応じている。
2019年現在では、「喫茶」と「メイド」が分離され、それぞれの市場を拡大している。また、メイドカフェの派生として、メイドとは異なるモチーフをコンセプトとしたカフェも誕生し、「コンセプトカフェ」と呼ばれるようになった。独自のコンセプトを持ったカフェであるコンセプトカフェは、「コンセプトカフェ&バー」といった酒の提供をメインにする店が増加し、2021年現在はさまざまなジャンルの店の総称として「コンカフェ」が使われている。

## 経緯

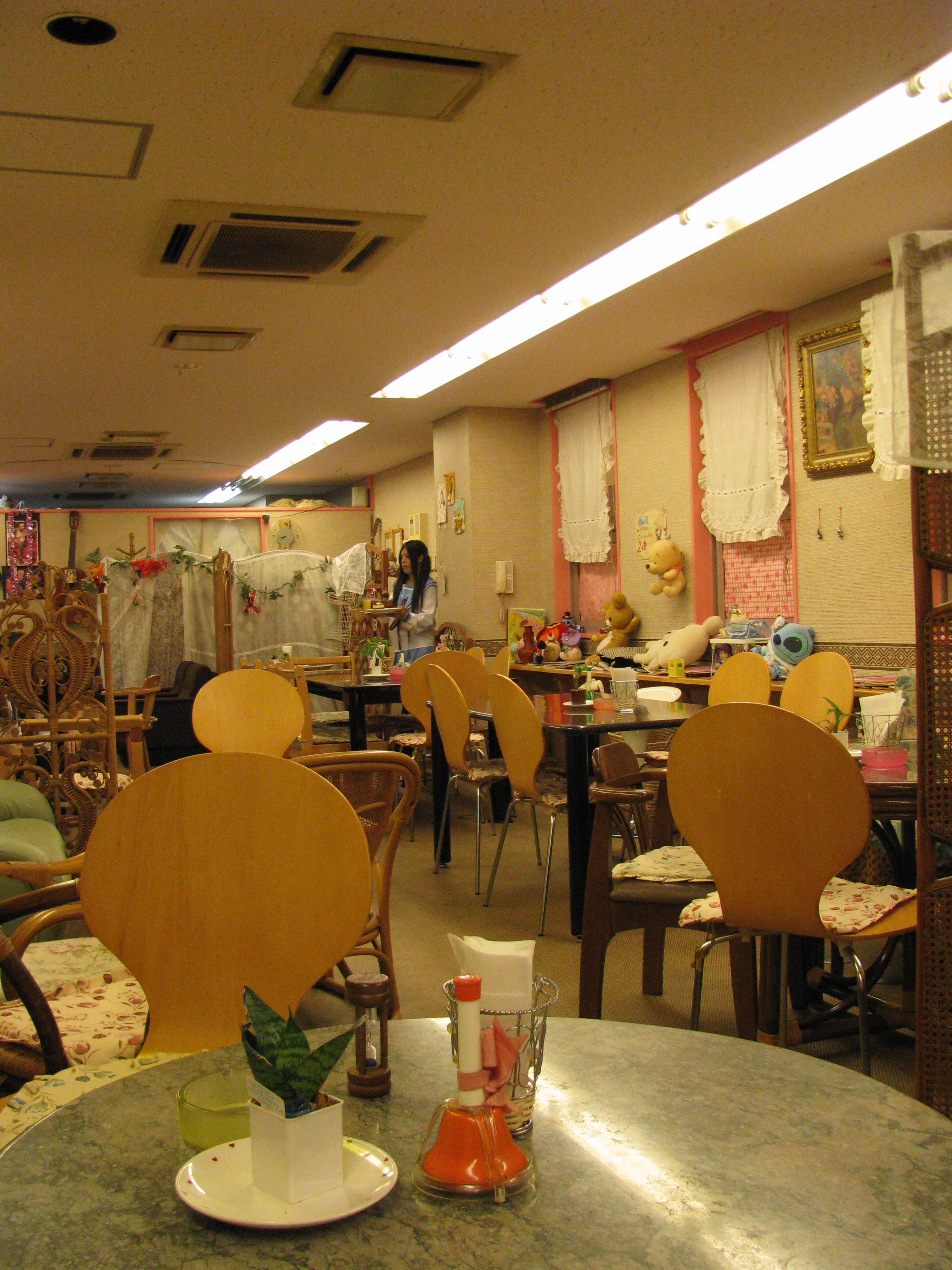
メイド喫茶店内。大阪・でんでんタウン

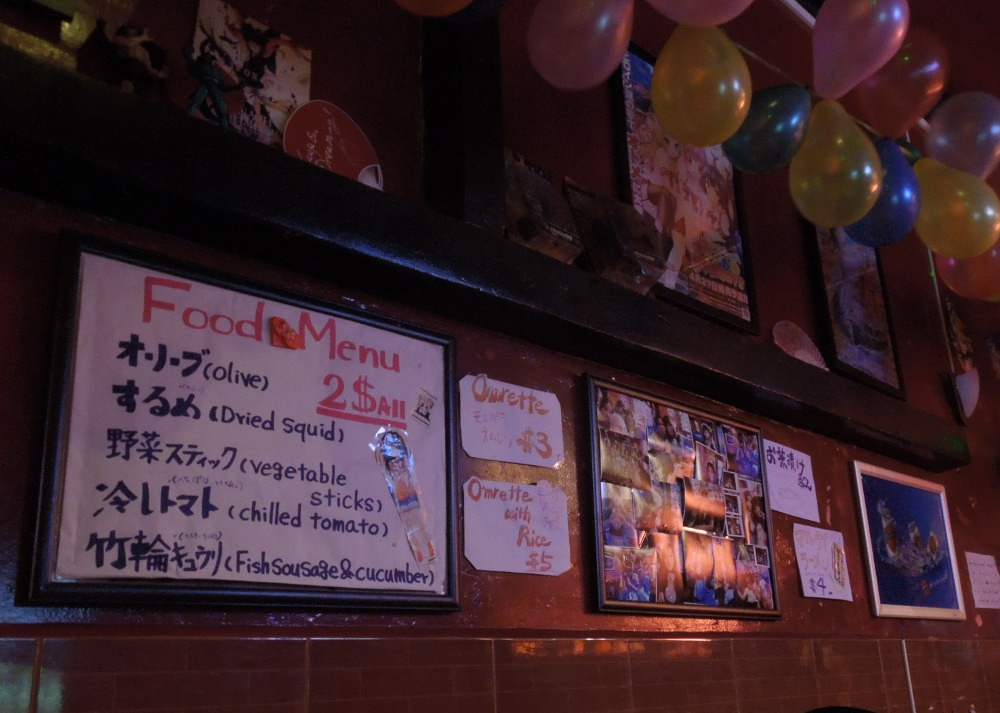
メイドカフェ。カンボジア、プノンペンの「モエモエパラダイス」

メイド喫茶の歴史は古く、明治末期に東京・銀座にて上野精養軒が開設した『カフェー・ライオン』がその原型である。容姿の優れた給仕が、和装の制服にエプロンを着用するというスタイルであった。
世界初の常設型メイド喫茶である「Cure Maid Café」が、2001年3月に、秋葉原で開店し、それが世間に認知されるにつれ、似た業態の店が秋葉原以外の各地で続々と開店した。
2005年12月に、ユーキャン流行語大賞で秋葉原の「@ほぉ〜むカフェ（現：あっとほぉーむカフェ）」のウェイトレスによるユニット、完全メイド宣言が「萌え〜」でノミネートされている。
2011年末時点で秋葉原には132店のメイド系店舗やサービスがあるが、これまで秋葉原で開店したメイド系店舗はのべ282店舗でそのうち150店舗が閉店、約10年の間に開店した店舗の半分以上が閉店している。
日本におけるメイド喫茶の広がりと共に、台湾、中国、韓国、タイ、フィリピン、カンボジア、チェコスロバキア、メキシコ、カナダ、アメリカなど諸外国でも、同じ様な業態の店が開店している。

### 夜の飲食店化
店舗間での競争が激化したことにより、顧客を獲得するために、その店独自のサービスを提供するところも出ている。既存のメイド喫茶に混じり、あえてポジショニングとしてコミュニケーションを重視したキャバクラ的なノリの店舗も出てきている。
メイドだけではなくコスプレをする店舗も登場している。この場合はコンセプトカフェまたはコンカフェと呼ばれているが、メイドカフェと呼ばれることもあり言葉の意味が時代により流動的になっている。このようなこともあり、メイド喫茶と呼ばれる喫茶形態の店舗は減少しつつある一方、メイドカフェと呼ばれる店舗は増えており、コンセプトカフェ（メイドカフェを含む）＝夜の飲食店という認識が広がっている。
風営法の規制が強まり、新宿や上野界隈から規制の弱い秋葉原に進出する店もある。メイドカフェ風のキャバクラや風俗店が乱立し、神田1丁目付近では、秋葉系キャバクラの客引きで溢れている。オタクだけではなく一般客なども、新宿や銀座などから流れ込んでいるとされている。

## 衣装と容姿

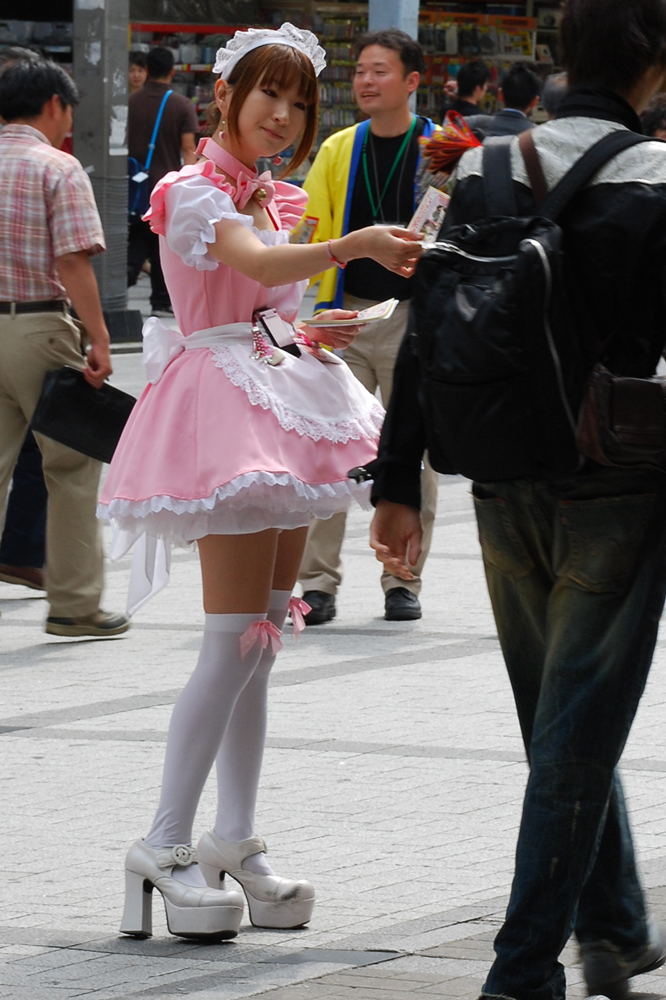
秋葉原駅前で自分の店のビラを配るメイド喫茶店員
（2008年6月撮影）

メイド（ウェイトレス）が着用する衣装は、店舗ごとに異なるが、多くの場合はフレンチメイド服が原型になっている。つまりドレス、ペティコート、ピナフォア（エプロン）、ヘアアクセサリー（フリルやリボン）、ストッキング（ニーソックス）からなる衣装である。さらにそれらと一緒にウサギやネコの耳（通称・猫耳。獣耳を参照）を装着することもある。和風な雰囲気を演出しているタイプの店では明治・大正期のウエイトレスに実際に見られたような和装姿である。
なお、衣装としてのメイド服は19世紀末にイギリスに実在したヴィクトリアンメイドのものが、映画、アニメ、ゲームなどに取り入れられデフォルメされたという説もある。

## メニュー

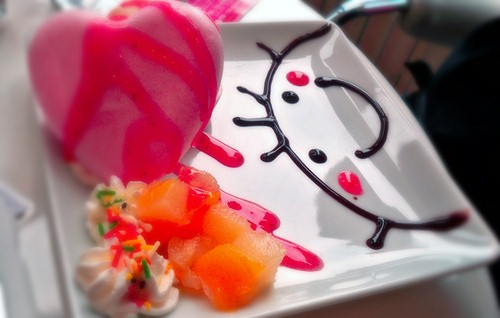
メイド喫茶に出されるデザートの例（2010年1月撮影）

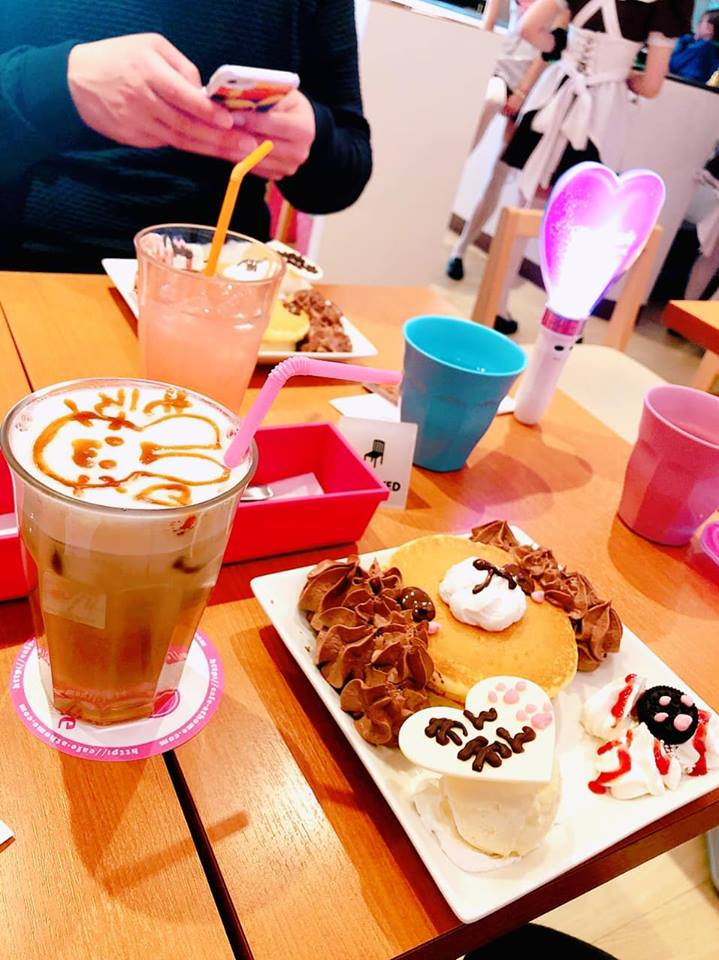
メイド喫茶に出されるデザートの例 (2019年撮影)

メイド喫茶で提供される飲食物は、紅茶やコーヒーなどの飲み物、デザートなどの軽食といった、通常の喫茶店と変わらない。しかし、ウェイトレス（メイド）はメイド服を着用し、客席で独特な接客を行う。食事についてくるシロップやチョコレートソースといったものは、デザートを装飾するために使用され、オムライスでのお絵描きは、ケチャップを使用して装飾されている。
この他、客の傍でメイドが、注文のコーヒーに砂糖やクリームを入れたり、オムライスに好みの絵をケチャップでお絵描きしたり、食事をスプーンで客に食べさせることもある。このほか、追加料金で、メイドとチェキでの撮影（出来上がった写真には、メイド自身の手で、メッセージやデコレーションを施してくれる）や、ゲームで遊べるオプション、さらに耳掻きや脚や背中等をマッサージするサービスを供している店もある。
一部では過剰な「アキバ系萌えサービス」を廃し、フードメニューや紅茶やコーヒーに対する専門店並のこだわりを売りにしたメイド喫茶店も出てきている。大阪・日本橋には既存のカフェレストランから業種転換して幅広い客層を取り込み成功した「e-maid（イーメイド）」やオープン前に洋食店へ修行に行き本格的に料理の腕を磨いたメイドが在籍し内装デザインもメイド自身が手がけた「Love Charm（ラブチャーム、後に閉店）」という店舗があり、萌えだけではなく穏当な価格設定やフードメニューも質と量ともに充実させるという理念を掲げた店も登場している。秋葉原ではフードメニューに力を入れていた「ショコラッテ」（2005年8月3日開店）が2007年3月31日に閉店し、秋葉原においては店員の質やサービス内容、店の世界観などの重要性が再認識されることとなった。
メイドカフェとともにその隣接領域である「コンセプトカフェ」では、ガールズバーに近い形式も増えており、メイド・キャストのオリジナルカクテルがメニューとして存在していたり、客がメイド・キャストにドリンクを奢ることができるシステムがあったりする場合もある。客の回転率を上げるために時間制限を設けたり、注文金額の下限を設けたり、チャージ料を設定するなどのルールがそれぞれの店舗で生まれた。

### イベント
店自体をイベントスペースとして、トークライブやミニライブなどを行っているケースもある。その代表的な店舗は2005年11月8日に開店した「めいどinじゃぱん」（2007年9月9日閉店）である。ドラマ「電車男」に出演した野水伊織や、のちにメジャーデビューするアキバ系アイドルの桜川ひめこらが在籍していた。
期間限定で開店するメイド喫茶（2006年1月の「萌えカフェin六本木ヒルズ」など）やライブイベントとコラボレーションした「アキバなライブカフェ」、既存のメイド喫茶を借り切って行う移動型店舗形式の「雲雀亭」などメイド喫茶そのものがメインのイベントもある。

## 礼儀作法・客のマナー
メイドカフェに来店するとそこでは、客は主人となり、メイド服姿の若い女の子は家事使用人という、簡易的な主従関係が生まれる。客（多くが男性）が入店の際にメイドが「お帰りなさいませ、ご主人様」の台詞と共に、出迎える。女性客の場合は「ご主人様」の部分が、執事喫茶でも使用されている「お嬢様」に変わる。更に年配の男性客の場合は「旦那様」となる店も在る。
通常の接客業態での「いらっしゃいませ」の部分が、「店に来店する＝仕えている家の家人が帰宅する」という構図になぞらえて「お帰りなさいませ」となり、「有難う御座いました」の部分が「退店する＝外出する」という構図になぞらえて「いってらっしゃいませ」と語られる。
支払いは「お会計」ではなく、「寄付（または寄付金）」や「給仕料」などといった名称を採用する店もある。

## 「メイドカフェ」の商標登録
過去にいくつかの企業がこの「メイドカフェ」という言葉の商標登録を申請したが、2006年にゲームメーカーアトラスのグループ企業である、パチンコ・パチスロ機メーカー「アトム」が商標権を取得した（2006年6月、第4965354号、指定商品は耳栓他の第9類とスキーワックス他の第28類、飲食物の提供（第43類）等は含まれていない）。

## 日本メイド協会と日本メイド喫茶協同組合
乱立状態にあるメイド喫茶やメイド関連業種の初の業界団体として2007年4月1日に「CANDY FRUIT（キャンディフルーツ）」が中心となって「日本メイド協会」が設立された。協会加盟の会員間の情報交換や従業員の教育やセミナーの開催、「メイド検定試験」の実施を予定。メイドの普及や地位向上などを主目的としており法人・個人を問わず任意入会を呼びかけることにしている。2007年10月13日に日本メイド協会による第1回メイド検定が実施、約60名の受験生が筆記試験を受験した。ただしこの検定内容はあくまでキャンディフルーツ独自の解釈であり、検定の普遍性・公共性を確立したとはいえない状況にある。日本メイド協会は、東日本大震災の復興支援のため、「癒支援募金 Healing Nippon」という募金活動を行っている。
また、2007年6月には「ミアグループ」が中心となった「日本メイド喫茶協同組合」が設立された。店舗間に跨る大きな組織をイメージさせるがいずれの団体も加入者の多くは自社、関係者に留まっている。

## 出張メイド・喫茶店以外の業態
「出張メイドサービス」という業態もできている。福岡の「maidear（メイディア、現在は営業終了）」がその始まりで、メイドの衣装を着た女性スタッフが派遣され、依頼者の部屋の掃除や洗濯を行うものでその後コスプレ衣装制作会社「キャンディフルーツ」が東京で同様のサービスを開始。マスメディアに取り上げられた事から話題となり同業者も急増している。このサービスにはオタク層だけでなく、ごく普通の主婦の間でも利用がある。
2005年には「メイドホテル」と銘打った宿泊施設も登場、マスメディアやインターネット上で話題となったが採算が取れずに1カ月ほどで閉館となったというケースもある。そのほかに、2005年には「メイドリフレ」や「メイド美容室」も登場。「メイドリフレ」では現在もミアグループが運営する「ミアリラクゼーション」が現存し、秋葉原だけでなく各地で展開している。「メイド美容室」はmoeshamが「メイド美容室モエちょき」として現存している。
2007年には石川県金沢市に、メイドが同乗し買い物や観光などでの外出を補助する「メイドたくしー」なる福祉タクシーが登場した。障害者を装った健常者のみの利用が相次ぎ、国土交通省が定める福祉限定許可から外れ、道路運送法に違反する恐れがあるとして1カ月で廃業した。
2010年3月21日、茨城県のひたちなか海浜鉄道と鹿島臨海鉄道で列車を使ったメイド喫茶「メイドトレイン」を運行した。ひたちなか海浜には1960年代の古い車両が多いことを逆手に取り、同年代の食堂車をイメージしたウエイトレス風のメイドが、鹿島臨海では7000形を用い、秋葉原のメイド喫茶をイメージした萌え系のメイドがそれぞれ給仕した。
同様な列車は2010年12月11日に西武鉄道でも運行された。参加者の平均年齢は34.5歳で、男性が94%を占めていたという。2011年1月14日、2012年1月14日にも運行された。

## マナーとトラブル
秋葉原では、店舗間での防犯面での情報交換を目的として、2007年6月に「秋葉原地区メイドカフェ等防犯連絡会議」が設置され、地元商店会や万世橋警察署とも連携している。メイド喫茶は男性スタッフが前面に出ないため、防犯対策の甘さが指摘されることもあり、秋葉原地区メイドカフェ等防犯連絡会議でも議論されている。
2006年1月には秋葉原の「CAFE&DIMENSION」の閉店後に男性が店内へ入り閉店作業をしていたメイドを刃物で脅し、無理矢理店外へ連れ出すという事件が発生した。犯人は警察官によって店を出た直後に威力業務妨害などの現行犯で逮捕された。
また、大阪・日本橋では、過剰な客引きを行うメイド店が2010年代に入って横行するようになり、問題となっている。
いわゆるぼったくりという店舗も出現している。大阪・日本橋の「めいどりぃむ」は「ぼったくり行為」を行うと朝日放送のテレビの情報番組『キャスト』で放送された。店員とのトーク代やドリンク代、サービス料などで高額な請求がされたとしている。経営者は「料金説明はしているし、営業自体に問題は無い」と話しているが、弁護士の浦田忠興は「法制度の隙間をくぐったものであり、取り締まるためには新たな法整備が必要」と指摘している。また同店の経営者は2012年9月別の不正行為（15歳未満を雇ったとして労働基準法違反）で逮捕されている。2013年4月には同店の経営者は風俗営業の許可が無いにもかかわらず従業員に客の接待をさせたとして風営法違反で再度逮捕され、同店は閉店した。他にも、日本橋に於いて、オタクなどを引っ張り込んで高額料金を請求する店が増加しており、地元で問題となっている。

### 風営法の規制
メイド喫茶は、風営法に抵触する営業は行わないため、キャバクラなどとは異なり、18歳未満でも利用することができるが、店員が客と1対1で話すなどの接客が、風営法上の接待に当たるのではないかという指摘により、都道府県警察による指導が行われた事例もある。
2005年10月には、福岡県警察がメイドの接客内容が風営法で規定されている「接待（客の接待をして客に遊興または飲食をさせる営業）」に当たるとし福岡市内のメイド喫茶2店舗に対して風俗営業の届け出を行なうよう指導、同2店が風俗営業の許可申請を行った。風俗営業には開業地域や営業時間の制限を受けたり、18歳未満の従業員を雇用することはできないなどの規制がある。愛媛県警察も松山市内のメイド喫茶に同様の指導を行っており、指導を受けた同店は「あくまで『喫茶店』としての営業を続ける」として届け出は出さず、指摘されたサービスを取り止めている。2005年11月には大阪府警察が、大阪市日本橋地区の店舗にも「客とゲームをする時の接客が接待にあたる」と管轄署である浪速警察署による指導が入り指導を受けた店舗が浪速署に「接待にあたる営業を行わない」とする誓約書を提出、該当するサービスを終了した。
警視庁は、2005年10月時点で東京都の店舗に対しては同様の指導は行っていないとしたが、2006年11月に渋谷にある店舗が都内では初めての行政指導を受け、その店舗は営業を休止した。2007年8月には、静岡県警察が静岡市で夜間はパブ、土日の昼間はメイド喫茶として営業していた店舗が、パブ営業の際に風適法の許可をとらずに女性店員に接待をさせたとして、静岡中央警察署が同店舗の経営者を風適法違反容疑で逮捕、メイド喫茶営業の際にも接待営業があったか調べている。

### 新型コロナウイルスの影響
2020年、新型コロナウイルスによる営業自粛要請により、人口流動を抑える「夜の街」要請が出されたため、収益が上がらなくなった新宿、銀座、新橋などのガールズバーの秋葉原への進出が加速し、自粛要請に従わず営業を行う店舗も存在する状態となった。
ガールズバーなど「接待を伴う飲食店」が、「接待を伴わない業態のメイドカフェ」に見せ掛けた無許可営業や強引な客引きが問題化している。秋葉原では悪質な客引きが問題化しており、苦情などの110番が2020年の1年間で約1100件に上った。

## メイド喫茶を題材とした作品
メイド喫茶・メイドカフェを物語の主題や主たる舞台にした作品。

### 漫画・アニメ
- ろりぽ∞
- チェリー（2006年 - 2007年、ビッグコミックスピリッツ、全4巻、窪之内英策）
- 会長はメイド様!
- それでも町は廻っている
- アキハバラ無法街 〜GUN MAID〜
- 萌える麻雀入門 もえじゃん!
- ヒミツのアイちゃん
- この中に1人、妹がいる!（ライトノベル原作）
- アキバ冥途戦争

### ゲーム
- ショコラ 〜maid cafe "curio"〜
- パルフェ 〜ショコラ second brew〜
- 俺の彼女はロリで巨乳で秋葉系
- すうぃと!
- はじめてのおてつだい